# Метафізика (Арістотель)
«Метафізика» (з давн.-гр. τὰ μετὰ τὰ φυσικά — та, що після фізики; скор. Aristot. Met.) — відома збірка творів Арістотеля та перша основоположна робота однойменного розділу філософії. Складається з 14 книг, зібраних з різноманітних робіт Андроніком Родоським, в яких детально змальовується уявлення щодо першооснови, які, власне, і є складниками предмету мудрості. Ці 14 книг позначаються великими літерами грецького алфавіту. Винятком є друга книга — позначається малою альфою.
Арістотель визначив чотири першооснови або ж вищі причини буття: форма (сутність, суть буття; «Що воно таке?»), матерія («З чого воно?»), мета («Навіщо?») та точка відліку («Звідки воно почалося?»). Також він проводить паралелі між можливістю та дійсністю. Останні книги «Метафізики» складаються з критики ейдосів як сутностей, існуючих окремо від предметів.

## Зміст

### Перша книга
Перша книга починається з твердження, що «для людей природно мати потяг до знань» (980а), так як вони прагнуть до сприйняття (αἰσθήσεων). Джерелом знань у свою чергу є почуття та пам'ять, які у поєднанні створюють досвід (ἐμπειρία). Завдяки досвіду міцнішає вміння — знання загального. Однак практичні переваги — це ще не найвище знання (ἐπιστήμη), яким уже є власне унікальне знання — мудрість (σοφία) — знання причин та начал. Арістотель вважає, що мудрий — не той, що знає все, бо все знати неможливо, а той, хто знає причини всього. Філософи з самого початку цікавились саме причинами: як причиною створення та існування Всесвіту, так і того, що є добро. Таке знання автор називає божественним. У третьому розділі Арістотель нараховує чотири причини (αἰτίαι) усього (983а25-30):
- Сутність (οὐσία)
- Матерія (ὕλη)
- Точка відліку (ἡ ἀρχὴ τῆς κινήσεως)
- Благо (ἀγαθόν)

## Переклад українською
У 2022 р. «Метафізика» Арістотеля вийшла у перекладі Олексія Панича у видавництві «Темпора».